# Laugar
Laugar est une localité islandaise de la municipalité de Þingeyjarsveit située au nord de l'île, dans la région de Norðurland eystra. En 2011, le village comptait 112 habitants.

## Toponymie
En islandais laugar est le pluriel de laug qui signifie bain, piscine, source chaude.